# Alfredo Marini
Alfredo Marini (Roma, 12 dicembre 1915 – Nemi, 5 giugno 1999) è stato un calciatore italiano, di ruolo centrocampista.

## Carriera
Sostituì, in sporadiche occasioni, Fulvio Bernardini, nel centrocampo romanista di metà anni trenta. Successivamente ha militato in Serie C con Rimini e Alba Motor.